# Anelaphus vernus
Anelaphus vernus es una especie de escarabajo longicornio del género Anelaphus, categorizada en la tribu Elaphidiini, de la subfamilia Cerambycinae. Fue descrita por Chemsak en 1991.

## Descripción
Mide 12-16 mm de longitud.

## Distribución
Se distribuye por América del Norte: México.